# Czeluść
Czeluść – krakowski kolektyw muzyczny, założony w 2015 roku przez Filipa „JUTRØ” Fabiańskiego i Jana „Kosę” Kosińskiego,współpracujący z producentami i DJ-ami, tworzący muzykę witch house.
JUTRØ i Kosa od 2017 roku organizują w Krakowie Czeluść Festival. W latach 2018–2022 roku w Radiowej Trójce, w poniedziałkowe i czwartkowe wieczory, nadawana była audycja „Wieczór rezydentów” prowadzona rotacyjnie przez kolektyw Czeluść, Jurka Przeździeckiego, Kubę Sojkę i Rrrkrt z projektu Brutaż. DJ-e analizowali w niej twórczość producentów i raperów powiązanych z nową falą hip-hopu, trapem, muzyką bassową i klubową. W 2023 z kolektywu wystąpił „Kosa”.
Kolektyw współpracuje z muzykami takimi jak: Da Vosk Docta, Sokos, Lanek, Cries In Spanish, Forxst, ka-meal, PLN.BEATZ. Grupa występuje głównie w ciemnych piwnicach. Ponadto grała m.in. na festiwalach takich jak: Open’er Festival, Up To Date Festival, Polish Hip-Hop Festival.

## Albumy
| Rok                        | Dane dot. albumu | Najwyższa pozycja na liście |
| Rok                        | Dane dot. albumu | POL                         |
| -------------------------- | --- | --------------------------- |
| 2016                       | Czeluść Wolumin #1 - Data wydania: 8 marca 2016 - Wytwórnia: SOHO Palace - Format: CD, digital download, media strumieniowe         | –                           |
| 2016                       | Czeluść Wolumin #2 - Data wydania: 31 października 2016 - Wytwórnia: SOHO Palace - Format: CD, digital download, media strumieniowe | –                           |
| 2017                       | Czeluść Wolumin #3 - Data wydania: 10 listopada 2017 - Wytwórnia: Czeluść - Format: CD, digital download, media strumieniowe        | –                           |
| 2019                       | Czeluść Wolumin #4 - Data wydania: 18 maja 2019 - Format: CD, digital download, media strumieniowe                                  | –                           |
| 2020                       | Czeluść Wolumin #5 - Data wydania: 20 marca 2020 - Format: CD, digital download, media strumieniowe                                 | –                           |
| 2021                       | Czeluść Wolumin #6 - Data wydania: 12 marca 2021 - Format: CD, digital download, media strumieniowe                                 | –                           |
| 2023                       | Czeluść Wolumin #7 - Data wydania: 25 marca 2023 - Format: CD, digital download, media strumieniowe                                 | –                           |
| „–” album nie był notowany | |                             |

### Inne
| Rok  | Album                           | Uwagi                                                                         | Źródło |
| ---- | ------------------------------- | ----------------------------------------------------------------------------- | ------ |
| 2022 | Blacktail (Arkadiusz Reikowski) | produkcja utworu Ghosts II (Lato Reprise) do ścieżki dźwiękowej gry Blacktail | [ 17 ] |